# Дрнек (Орле)
Дрнек је насељено место у општини Орле, у Туропољу, Република Хрватска.

## Историја
До нове територијалне организације у Хрватској место је припадало бившој великој општини Велика Горица.

## Становништво
На попису становништва 2011. године, Дрнек је имао 308 становника.

## Попис1991.
На попису становништва 1991. године, насељено место Дрнек је имало 313 становника, следећег националног састава:
| Попис 1991.‍  | Попис 1991.‍  | Попис 1991.‍ | Попис 1991.‍ | Попис 1991.‍ |
| ------------ | ------------ | ----------- | ----------- | ----------- |
|              |              |             |             |             |
| Хрвати       | Хрвати       |             | 290         | 92,65%      |
| Срби         | Срби         |             | 5           | 1,59%       |
| Муслимани    | Муслимани    |             | 4           | 1,27%       |
| Југословени  | Југословени  |             | 1           | 0,31%       |
| Словенци     | Словенци     |             | 1           | 0,31%       |
| остали       | остали       |             | 1           | 0,31%       |
| неопредељени | неопредељени |             | 6           | 1,91%       |
| непознато    | непознато    |             | 5           | 1,59%       |
| укупно: 313  |              |             |             |             |